# K-MIX LIGHT UP MIX
K-MIX LIGHT UP MIX（ケイミックス・ライト・アップ・ミックス）は、静岡県のFM放送局、静岡エフエム放送（K-MIX）がかつて放送していたラジオ番組である。

## 概要
月曜日 - 木曜日10時03分から13時25分の生放送。パーソナリティがディレクション、ミキシングを兼ねるワンマンスタイルで、音楽をメインとした構成。
TOKYO FM制作の番組『ディア・フレンズ』が11時00分より30分間内包されている（後番組である『MAGICAL BEAT』にも引き継がれている。）

## パーソナリティ
- 江坂英香

## タイムテーブル
- 10:20頃 - ゆうちょ・EARTH WALK
- 10:40頃 - K-MIX NON-STOP AIR PLAY
- 11:00 - ディア・フレンズ
- 11:30 - K-MIX NON-STOP AIR PLAY
- 12:00 - K-MIX HEADLINE NEWS、K-MIX Traffic & Weather Information
- 12:07頃 - MIX LUNCHTIME MENU
- 13:00 - K-MIX NON-STOP AIR PLAY
- 13:20頃 - エンディング